# Jhon Pírez
Jhon Pírez, vollständiger Name Jhon Alexander Pírez Araújo, (* 20. Februar 1993 in Montevideo) ist ein uruguayischer Fußballspieler.

## Karriere

### Verein
Der 1,87 Meter große Offensivakteur Pírez spielte seit seinem 10. Lebensjahr bei Defensor Sporting und gehörte in der Folgezeit den diversen Jugendmannschaften des Klubs an. 2008 unterschrieb er einen Vertrag beim FC Chelsea, der sich ein vorrangiges Zugriffsrecht bei einem Transfer von Pírez sicherte. Er durfte aber aufgrund von FIFA-Regularien nicht vor seinem 18. Geburtstag in England spielen und verblieb daher zunächst bei Defensor. Insgesamt viermal reiste er anschließend nach England und trainierte teils mehrere Monate bei den Engländern. Er debütierte in der Saison 2010/11 am 5. Februar 2011 im Erstligaspiel Defensors gegen River Plate Montevideo, absolvierte bei den Montevideanern in der Clausura 2011 insgesamt zwei Spiele in der Primera División und schoss ein Tor. Anfang Juli 2011 wechselte er zum FC Chelsea. Beim Klub aus London verblieb er bis Ende Mai 2012. Pflichtspieleinsätze werden für ihn in diesem Zeitraum aber nicht geführt. Sodann wurde er an seinen vormaligen Verein Defensor ausgeliehen und lief für den Klub bis Anfang Juli 2012 in drei Partien der Copa Libertadores Sub-20 auf. Dabei erzielte er einen Treffer. Seine Mannschaft scheiterte erst im Finale am argentinischen Vertreter CA River Plate und belegte somit den zweiten Platz. Bereits im Juli 2012 wurde er seitens Chelsea abermals weiter verliehen. Neuer Arbeitgeber war nun der spanische Zweitligist CD Leganés, für den er in den Spielzeiten 2012/13 und 2013/14 insgesamt 29 Zweitligaspiele bestritt und dreimal ins gegnerische Tor traf. Nach Ablauf des Leihgeschäfts Mitte 2014 schloss er sich schließlich einige Wochen später im Juli 2014 dem FC Getafe an. Für die Zweite Mannschaft des Klubs kam er in der Saison 2014/15 zu 22 Einsätzen (kein Tor) in der Segunda B. Im August 2015 kehrte er zu Defensor nach Montevideo zurück und absolvierte dort in der Spielzeit 2015/16 drei Begegnungen (kein Tor) in der höchsten uruguayischen Spielklasse. Zur Saison 2018 folgte dann der Wechsel in die USA zu den Tulsa Roughnecks.

### Nationalmannschaft
Pírez gehörte der von Roland Marcenaro trainierten U-17-Auswahl Uruguays an, die an der U-17-Südamerikameisterschaft 2009 in Chile teilnahm und den 3. Platz belegte. In eine Vorauswahl der uruguayischen U-20-Nationalmannschaft wurde er von Trainer Juan Verzeri ebenfalls berufen.

### Erfolge
- Zweiter der Copa Libertadores Sub-20: 2012
- Dritter der U-17-Südamerikameisterschaft: 2009